# Strach nad Bobří řekou
Strach nad Bobří řekou je román pro mládež českého spisovatele Jaroslava Foglara. Původně vycházel v roce 1989 na pokračování v časopisu Naše rodina, knižně byl poprvé vydán v roce 1990. Navazuje na román Hoši od Bobří řeky a vypráví o osudech sdružení chlapců Hoši od Bobří řeky za okupace jejich země.

## Příběh
Země, kde žijí Hoši od Bobří řeky, je vojensky obsazena a okupována nejmenovaným Nepřítelem. Stane se tak na jaře, rok po založení tohoto chlapeckého sdružení vedeného Rikitanem, a půl roku po skončení jejich společného letního tábora. Nepřítel začne mimo jiné omezovat a postihovat sdružování mládeže, hoši se však takovým příkazům vzepřou (neboť nejsou žádnou oficiální organizací) a Rikitan se s chlapci snaží co možno nejsvobodněji pokračovat v běžné činnosti. Přijdou však o svoji klubovnu, protože majitel domu se bojí, že by mohl mít kvůli ní problémy s úřady. Usměje se však na ně štěstí a nově se usídlí v nepoužívané Strašidelné věži nad vodním kanálem. Čelí ale stupňujícímu se nebezpečí z prozrazení, ať už ze strany kolaborantské organizace Prapor nebo od Přístavních povalečů, jak Hoši přezdívají partu nepřejících kluků, kteří se je snaží zničit a sami tábořit v jejich Sluneční zátoce.
Když je hochům zabavena a zapečetěna Strašidelná věž, nevzdají se, a i přes smrtelné riziko se Jirka, Vilík a Stopař odvážně vydají dovnitř, aby vynesli ven klubovní stany a kroniku. Hochům se nakonec přes všechna protivenství podaří odjet na svůj tradiční letní tábor do Sluneční zátoky, ale i tam se kolem nich utahuje smyčka, když je několik Povalečů pod vedením Žandy Lubeše vystopuje až do blízké vesnice a téměř až do tábora. Hoši vše překonají a v závěru si slíbí, že zůstanou za všech okolností svorní.

## Druhých třináct bobříků
V knize byla představena druhá třináctka bobříků, různobarevných odznaků osvědčujících různé dovednosti, znalosti a vlastnosti. Protože distinktivní barevné odstíny už byly vyčerpány, pro odlišení od první řady (kulatých) byli tito bobříci čtvercoví.
1. bobřík indiánských měsíců – žlutý, ukládá naučit se kreslit a znát indiánské měsíce
2. bobřík hmatu – světle zelený, v časovém limitu poslepu rozčlenit kartičky podle tvaru
3. bobřík paměti – černý, zapamatovat si určité množství čísel ve správném pořadí
4. bobřík žízně – červený, nařizuje vydržet za parného dne šest hodin bez pití
5. bobřík hvězd – tmavě modrý, naučit se poznat deset souhvězdí
6. bobřík ohně – tmavě hnědý, dokázat v dešti rozdělat oheň z mokrého dřeva, aby hořel aspoň pět minut
7. bobřík času – tmavě zelený, odhadnout dobu trvání jedné hodiny s odchylkou maximálně pět minut
8. bobřík barev – oranžový, získat tři různá barviva ze tří rostlin (a určit je) a obarvit tři kusy látky
9. bobřík slepoty – růžový, vydržet dvě hodiny se zavázanýma očima, přitom neopouštět místnost nebo stan
10. bobřík hbitosti – fialový, na určeném prostoru se dokázat vyhnout určitému podílu vrhaných míčků
11. bobřík indiánských signálů – světle modrý, naučit se používat morseovku a semaforovou abecedu
12. bobřík uloupených míst – světle hnědý, nasbírat 50 pohlednic českých měst; ve své době se tento bobřík zaměřoval na pohraničí odstoupené nacistickému Německu
13. bobřík věrnosti – bílý, ukládá být alespoň rok věrným členem svého oddílu nebo klubu

## Vznik a vydávání
| „Ne – nezestárnete!“ pravil pevně a neochvějně. „Vy budete pořád chlapci – a já budu pořád váš Rikitan.“ […] „A jednou – za hrozně dlouhou dobu – nelekejte se – určitě i všichni umřeme! Ale ani pak nezestárneme! My zůstaneme věčně mladí ve svých příbězích, zapsaných v našich kronikách. Tisíce a desetitisíce nových chlapců přijdou po nás a budou prožívat svoje vzrušená jara, jako my jsme prožívali to první, kdy jsme si založili svoje sdružení – a všem se bude líbit to, co i nám se líbilo: veselé schůzky v klubovně, výpravy za město, táborové ohně a prázdniny kdesi daleko v lesích u vody. Všichni taky budou číst naše příběhy, lovit bobříky a žít podle nás.“ |
| Rikitanova řeč v kapitole „Rikitanovo proroctví“ |

Zmínka o pokračování Hochů od Bobří řeky se objevila v roce 1969 v přehledu foglarovek, které plánovalo vydat nakladatelství Olympia. V tomto seznamu byl román uveden pod pracovním názvem Hoši od Bobří řeky, II. díl. Roku 1970 se v Zápisníku 13 bobříků objevilo „Rikitanovo proroctví“, které se později stalo poslední kapitolou Strachu nad Bobří řekou. V dalších letech však již Jaroslav Foglar nemohl publikovat a ani do psaní pokračování své prvotiny se mu nechtělo. Začal ho tvořit teprve v roce 1984, zpočátku pomalým tempem a až roku 1986 mu šlo psaní od ruky. Román dokončil v říjnu 1986, byť nějaké úpravy prováděl až do července 1987. Mezi vznikem Hochů od Bobří řeky, které Foglar dokončil počátkem 30. let 20. století, a jejich pokračování, Strachu nad Bobří řekou, tedy uplynulo více než 50 let.
Stejně jako u prvního dílu, tak i u Strachu bral Foglar inspiraci ze svého života a z činnosti svého druhého pražského oddílu, tentokrát za německé okupace po roce 1939. Dvojka pod Foglarovým vedením rovněž nepřerušila činnost a scházela se a tábořila v utajení. Také měla klubovnu v Malostranské vodárenské věži, kterou jim nacisté zapečetili a odkud členové oddílu poté tajně vynesli kroniky. Žádná jiná foglarovka nebyla světem dospělých ovlivněna tak jako Strach nad Bobří řekou.
V prosinci 1986 byla v týdeníku Hlas revoluce otištěna upoutávka na nový Foglarův román, který měl být v časopise vydáván. Ovšem roku 1987 se na stránkách Hlasu revoluce neobjevil a teprve v lednu 1988 zde vyšla na ukázku kapitola „Cesta do brány smrti“. Redakce sice měla o Foglara zájem, ovšem vedení Československého svazu protifašistických bojovníků, vydavatele časopisu, se obávalo publikovat autora, který byl za normalizace v nemilosti komunistického režimu. Šanci mu následně dal týdeník Naše rodina, vedený bývalým skautem a Foglarovým odchovancem Jiřím Navrátilem. V tomto časopisu vycházel Strach nad Bobří řekou na pokračování od ledna do listopadu 1989. Po sametové revoluci vyšlo roku 1990 první knižní vydání románu v nakladatelství Olympia, nicméně v prodeji bylo až od února 1991.

### Knižní česká vydání
Přehled knižních vydání v češtině:
- 1990 – 1. vydání, nakladatelství Olympia, ilustrace Marko Čermák, ISBN 80-7033-042-2
- 1993 – 2. vydání, nakladatelství Olympia, ilustrace Marko Čermák, ISBN 80-7033-255-7 (edice Sebrané spisy, sv. 9)
- 1995 – 3. vydání, nakladatelství Olympia, ilustrace Marko Čermák, ISBN 80-7033-353-7 (edice Sebrané spisy, sv. 9)
- 1999 – 4. vydání, nakladatelství Olympia, ilustrace Marko Čermák, ISBN 80-7033-583-1 (edice Sebrané spisy, sv. 9)
- 2001 – dotisk 4. vydání, nakladatelství Olympia, ilustrace Marko Čermák, ISBN 80-7033-583-1 (edice Sebrané spisy, sv. 9)
- 2006 – 5. vydání, nakladatelství Olympia, ilustrace Marko Čermák, ISBN 80-7033-975-6 (edice Sebrané spisy, sv. 9)
- 2022 – 6. vydání, nakladatelství Albatros, ilustrace Ticho762, příloha: Druhých 13 bobříků, ISBN 978-80-00-06438-3 (řada Foglarovky)

## Adaptace
Roku 1993 četl v Českém rozhlase román na pokračování Alfred Strejček. V roce 2024 vyšla v nakladatelství Albatros audiokniha, román čte Martin Zahálka.